# 陳健康事件
陳健康事件是一宗於1998年10月20日發生於香港新界上水天平邨的倫常命案，事件主角陳健康，在深圳包二奶令妻子不悅，結果導致陳妻先將兩個兒子從天平邨天明樓14樓的住所拋落樓殺害，然後自己也跳樓自殺身亡。
香港傳媒爭相報導事件，追訪陳健康的下落及其包二奶的細節；其中《蘋果日報》記者向陳健康提供5000港元召妓，拍下獨家照片，引起公眾嘩然，此案件亦成為香港傳媒專業操守的反面教材。

## 事件背景

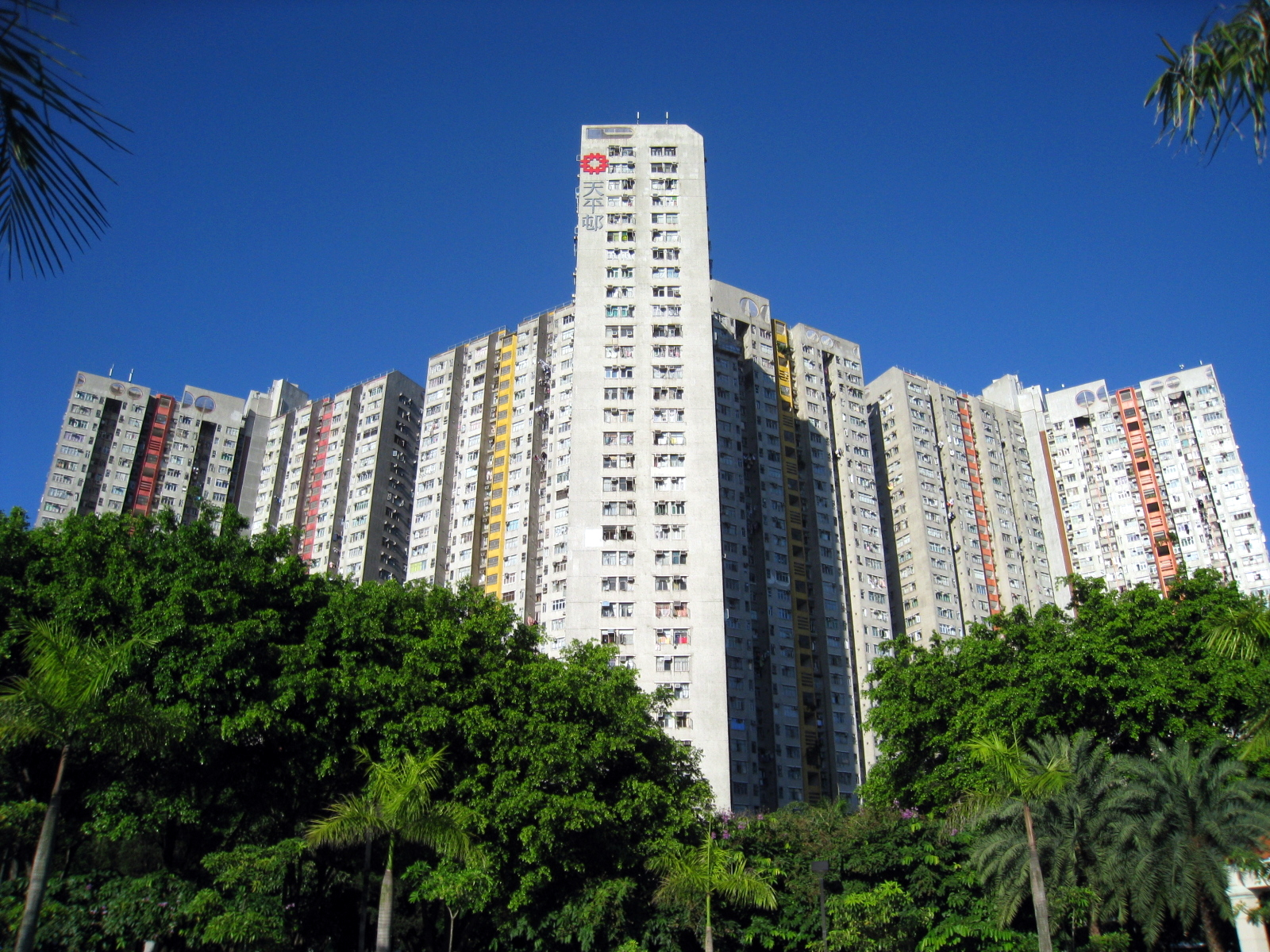
發生事件的天平邨

陳健康（40歲）的妻子林文芳（41歲）因丈夫在深圳包二奶，於1998年10月20日凌晨二時，將其10歲長子陳浩賢及6歲次子陳浩瑋從天平邨天明樓14樓拋下，繼而跳樓自殺身亡。三人被發現於天明樓花槽及一樓簷篷上，被送往北區醫院後證實死亡。
事後警方確認林文芳的身份，並聯絡到陳健康。陳健康對記者表示，自己對妻兒的死不感到悲傷，更揚言自己性慾很強，但妻子產下次子後對性事不感興趣，夫婦因性生活不協調經常吵架，其後他定期到深圳尋歡，結識了一名四川女友。在事件發生的翌日，陳健康更揚言打算到深圳與該名女子結婚，重新生活，但其後陳健康改口否認自爆情史。傳媒將陳健康予以「人辦」以及「現代陳世美」的稱號。
陳健康又利用當時亞視《今日睇真D》和無綫《城市追擊》等資訊娛樂節目，公開向四川女友示愛。兩個節目於10月23日播出陳以長途電話與深圳情人對話的片段，陳更坦言妻子不懂打扮、只會在家照料孩子，他對妻已經全無愛意，自己因此出外找性愛；他並認為並非自己行為害死妻兒，反而怪責死去的妻子將兩個兒子害死。10月24日，《蘋果日報》刊登由總編輯董橋所擬的標題〈不傷家變 人辦尋歡〉作頭條報道，圖文並茂報道陳健康在妻子死後仍北上召妓尋歡。陳健康幾日未有露面。
事後，天明樓互助委員會籌集帛金，為三名死者殮葬及打齋。有些邨民因此事而徹夜難眠，需接受心理輔導。有些人更申請調遷，希望遠離兇案單位。

## 有償新聞
1998年10月28日下午一時，失蹤多日的陳健康在妻兒葬禮翌日公開露面，與記者一同到紅磡一所殯儀館拜祭妻兒，期間被殯儀館東主及花店東主等三人毆打，陳一反過去態度，對妻兒的死感到後悔，並證實從《蘋果日報》記者中收受5000港元報酬，讓對方拍攝北上尋歡照片，成為10月24日該報的獨家頭條新聞；而當天《蘋果日報》否認與陳本人有任何金錢交易，更不存在要求陳「做騷」（作秀、表演）給記者採訪；內文中提到陳有向該報記者要求「過水」（給錢）被拒；後來在10月24日，與陳短時間內相識的三位東莞「本地飛」因為陳召妓見報，他們被公安追捕要求車馬費暫避風頭，記者「因了解其處境而把身上五千圓付之」。
《蘋果日報》社長羅燦其後承認，記者於內地採訪完畢後，曾給予陳健康及3名朋友5000元。此舉引起讀者及社會人士關注傳媒道德操守問題。《蘋果日報》創辦人黎智英於11月10日以頭版全版篇幅刊登公開道歉啟事，為記者支付陳健康報酬的報導手法向公眾致歉，全文如下：
《蘋果日報》報道陳健康北上尋歡事件，雖然未曾用錢編造任何新聞，但因事後間接支付五千元給陳健康等人，加上處理此宗新聞之編排及手法不當，引起本報讀者及社會人士不滿，強力譴責，本人與《蘋果日報》編採部管理層都甚感不安與歉仄（疚）。
《蘋果日報》為做好新聞，求勝心切，造成譁眾取寵之後果，犯此大錯，實在罪過。《蘋果日報》承諾今後必定吸取此次事件之教訓，不斷改進。本人及《蘋果日報》編採部管理層謹向讀者及社會大眾致十二萬分歉意，也為編採部同事因此事件蒙羞而道歉。
《蘋果日報》黎智英謹啟

一九九八年十一月九日
2002年12月，一名已離職的前《蘋果日報》編採中層主管，在香港報業公會主辦的「傳媒操守問題工作坊」直言，陳健康的有償新聞是黎智英親手拍板刊登頭版，當時編輯部對是否刊登陳北上尋歡照片有爭議，最終要越洋請示當時身在海外的黎智英，經他首肯才刊登。
至於事件主角陳健康，曾到法律援助署申請援助，指某報章對他的報道不公及損害其名譽，並聲稱自己是受害者，希望討回個人名譽及賠償。他其後深居簡出並拒絕傳媒訪問，房屋署其後為他調配新居所，搬離天平邨，事件漸為外界淡忘。

## 事件影響
陳健康事件之後，香港新聞工作者聯會、香港新聞行政人員協會、香港記者協會及香港攝影記者協會等本地新聞從業員組織聯合發起簽名運動﹐不滿部分傳媒報道「陳健康事件」手法，成功收集635名新聞從業員簽名支持，並於1998年11月17日在7份中文報章刊登題為「我們也不滿」的聯署聲明，全文如下：
我們也不滿───由報道陳健康的手法問題，引發我們關注傳媒花錢編造新聞的現象。作為新聞從業員，我們感到痛心：這樣的做法，已經損害我們的形象及公信力。謹此，我們聲明：對於有損新聞從業員專業操守的做法，我們不滿，我們不願意做。
根據香港民主黨在1998年11月進行的一項調查發現，9成受訪者不接受個別傳媒機構向陳健康支付金錢換取報道他的私生活，近兩成半受訪者表示對傳媒信任程度下降，但近6成受訪者稱不會因此罷看有關報章。明光社曾刊登廣告，呼籲市民罷買罷看罔顧公眾利益的報紙及電視節目。
廣播事務管理局（今通訊事務管理局）共接獲306宗投訴，指亞視《今日睇真D》和無綫《城市追擊》連日跟訪陳健康事件報道手法不良。廣管局認為，兩個節目過份渲染和利用陳健康對其婚姻、家庭和婚外情的看法，嚴重違反電視業務守則，分別向亞視及無綫罰款10萬及5萬港元。不過，根據兩個節目按節數記錄的收視率，當《今日睇真D》緊接《城市追擊》播放有關陳健康消息時，無綫的收視率即時下跌，而亞視的收視率則上升約6點，相當於約36萬名觀眾轉台追看有關報道，學者指現象反映市民害怕與朋友缺乏話題，邊罵邊看的心態。
事後，各界要求設立監察香港傳媒的機制。法律改革委員會屬下的私隱問題小組委員會於1999年8月發表的諮詢文件《傳播媒介的侵犯私隱行為》，建議成立名為「保障私隱報業評議會」的獨立組織，有權譴責違反《個人資料（私隱）條例》的報章或雜誌並要求他們刊登道歉啟事，以及向嚴重違規的報章或雜誌處以港幣50萬至100萬元不等的罰款。然而，有關建議受到傳媒業界反對，認為建議的評議會職權過大甚至影響新聞自由，主張由業內人士自行制訂專業準則作自行監察。香港記者協會、香港新聞行政人員協會、香港新聞工作者聯會和香港攝影記者協會其後建立「新聞界操守聯席工作小組」﹐就提升新聞界操守提出可行建議，四個新聞團體在2000年6月聯合發表《新聞從業員專業操守守則》，提醒記者採訪及報導應注意的事項，並建議僱主將有關建議寫入聘書上。香港報業公會則倡議成立由業界及公眾人士組成的報業評議會。2000年7月，香港報業評議會正式成立，由陳坤耀擔任主席，11份報章參與，但《成報》、《信報》、《東方日報》、《太陽報》和《蘋果日報》均沒有參加。不過，由於報業評議會及操守規則缺乏法律約束力，在香港傳媒激烈競爭之下，譁眾取寵及賣弄色情、血腥暴力等情況仍然不時發生。
陳健康事件亦成為香港傳媒教育的課題。香港大學民意研究計畫在2001年舉辦「中學師生民意研究習作計畫」研討會，主講嘉賓的香港新聞行政人員協會副主席張圭陽就援引此事例呼籲在場師生，讀報時須小心辨認真偽。

## 流行文化
無綫於1999年開拍的電視劇《陀槍師姐II》部分單元亦取材陳健康事件，角色「陳健安」由張鴻昌飾演，呂珊飾演陳妻，二奶則由湯盈盈飾演。為了減少觀眾不安，編劇把陳妻抱仔跳樓自殺一段改為跳樓自殺不遂。

2018年11月香港立法會九龍西地方選區補選，傳媒出身的前食物及衛生局政治助理陳凱欣代表親中派參選。親中派組織九社聯在選前以「健康大使」為陳「偷步宣傳」，被泛民主派戲稱為「陳健康」。